# T. Rowe Price

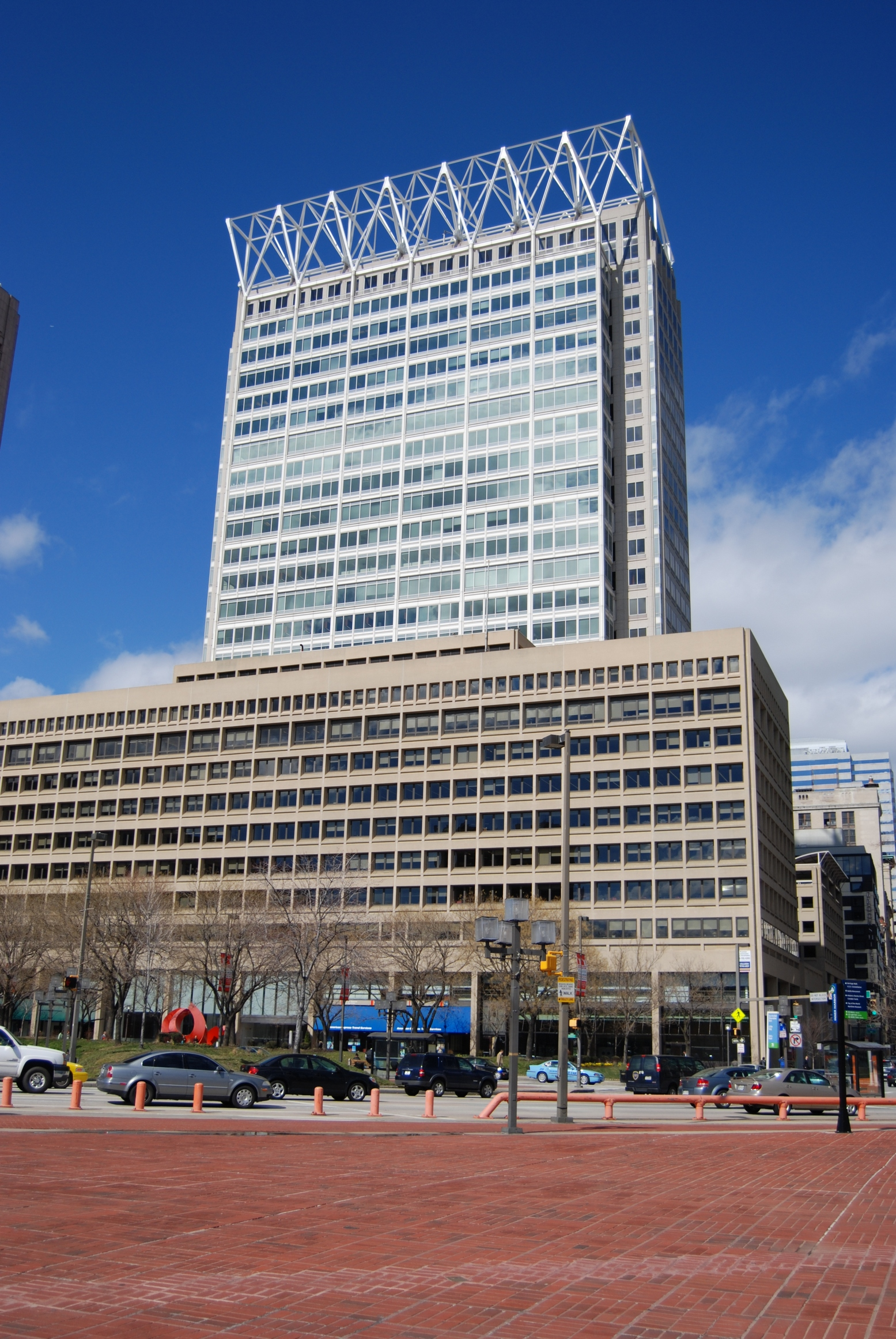
Hauptsitz in Baltimore

T. Rowe Price ist ein US-amerikanisches börsennotiertes Finanzdienstleistungsunternehmen mit Hauptsitz in Baltimore, Maryland. Das Unternehmen ist spezialisiert auf Investmentmanagement und Vermögensanlage. Mit einem verwalteten Vermögen (Assets under management) von 1,5 Billionen US-Dollar (2022) gehört es zu den größten Vermögensverwaltern weltweit. Laut eigenen Angaben hat T. Rowe Price Klienten in 53 Ländern. Das Unternehmen verfügte 2022 über Standorte in wichtigen Finanzstandorten auf vier Kontinenten (Asien, Nordamerika, Europa und Australien).

## Geschichte
Thomas Rowe Price, Jr. gründete T. Rowe Price & Associates 1937 in Baltimore. Price gilt als einer der Erfinder des Growth investing, einer Anlagestrategie, bei der in junge und schnell wachsende Unternehmen investiert wird. Das Unternehmen hatte seinen Sitz ursprünglich in der Light Street 10 und bestand anfangs aus einer kleinen Gruppe von Mitarbeitern. Das anfänglich sehr kleine Unternehmen, das sich auf die Vermögensverwaltung und private Anlagekonten für Familien aus dem Großraum Baltimore konzentrierte, hatte während der Großen Depression und des Zweiten Weltkriegs um sein Überleben zu kämpfen, bevor sich das Geschäft Ende der 1940er Jahre wieder erholte. Bis 1950 wuchs der Kundenstamm so stark an, dass die Mitarbeiter die Konten nicht mehr individuell verwalten konnten, so dass die Firma als Gesellschaft gegründet wurde und ihren ersten Investmentfonds, den T. Rowe Price Growth Stock Fund, auflegte. 1960 eröffnete Price einen zweiten Fonds, den New Horizons Fund, der sich auf Wachstumsunternehmen und insbesondere auf Technologieunternehmen wie Xerox, IBM und Boeing konzentrierte. 1962 wurde der Hauptsitz aus Platzgründen in das neue, von Ludwig Mies van der Rohe entworfene Gebäude One Charles Center in der Nähe der Innenstadt von Baltimore verlegt.
Im Jahr 1971, dem Jahr, in dem Gründer Price sich vollständig aus dem Unternehmen zurückzog, eröffnete T. Rowe Price seine Abteilung für festverzinsliche Wertpapiere und begann mit der Modernisierung und Diversifizierung seiner Geschäftstätigkeit. In den 1970er und frühen 1980er Jahren begann T. Rowe Price stark zu wachsen und zog an seinen heutigen Standort in der 100 East Pratt Street in Baltimore und eröffnete sein erstes internationales Büro.
T. Rowe Price führte 1986 seinen Börsengang durch. Kurz darauf begann das Unternehmen, größere Bürokomplexe in den USA und Geschäftsstellen auf der ganzen Welt zu errichten, beginnend mit einer Niederlassung in Hongkong im Jahr 1987. In den 1990er Jahren wurden neben weiteren neuen Dienstleistungen und Fonds, darunter von anderen Unternehmen wie USF&G übernommene Investmentfonds, auch Retirement Plan Services (Rentenpläne für Privatpersonen) eingeführt. 1999 wurde das Unternehmen in den Aktienindex S&P 500 aufgenommen. Das Platzen der Dotcom-Blase konnte T. Rowe Price relativ gut bewältigen.
In der Dekade von 2010 bis 2020 steigerte T. Rowe Price sein verwaltetes Vermögen von 400 Milliarden Dollar auf 1,6 Billionen Dollar und den Jahresumsatz auf 7,7 Milliarden Dollar im Jahr 2021, womit das Unternehmen in die Fortune 500 der umsatzstärksten US-amerikanischen Unternehmen vordrang. 2019 traf T. Rowe Price die Entscheidung, in seiner Unternehmensstrategie weiterhin auf aktives Management statt auf passives Management zu setzen.